# Gerdu (Pecangaan)
Gerdu is een bestuurslaag in het regentschap Jepara van de provincie Midden-Java, Indonesië. Gerdu telt 1575 inwoners (volkstelling 2010).